# Сейтимов, Нурлан Мусатаевич
Нурлан Мусатаевич Сейтимов (каз. Нұрлан Мұсатайұлы Сейтімов; род. 9 июля 1964, Алма-Атинская область, Казахская ССР, СССР) — казахстанский дипломат. Чрезвычайный и Полномочный Посол Республики Казахстан в Таджикистане (2016—2019), Эстонии (2019—2024).

## Биография
Окончил Семипалатинский технологический институт, Казахский государственный университет имени С. М. Кирова и Дипломатическую академия МИД Российской Федерации.
1994—1996 годы — специалист департамента по работе с дипломатическими представительствами Министерство иностранных дел Республики Казахстан (МИД РК).
1996—1997 годы — третий секретарь отделения посольства Казахстана в Германии.
1997—2000 годы — второй секретарь департамента консульской службы, начальник отдела стран Европы и Америки департамента консульской службы МИД РК.
2000—2004 годы — консул генерального консульства Казахстана в городе Франкфурте-на-Майне, консул консульства Казахстана в городе Ганновере.
2004—2007 годы — начальник отдела, управления, заместитель директора департамента СНГ МИД РК.
2007—2010 годы — главный инспектор, заместитель заведующего Центра внешней политики Администрации Президента Республики Казахстан.
2010—2013 годы — советник-посланник посольства Республики Казахстан в Российской Федерации.
С ноября 2013 года по март 2016 года — генеральный консул Казахстана в городе Франкфурте-на-Майне.
С 29 марта 2016 года по 17 января 2019 года — Чрезвычайный и полномочный посол Республики Казахстан в Республике Таджикистан.
С 17 января 2019 года по 21 декабря 2019 года — ответственный секретарь Министерства иностранных дел Казахстана.
С 21 декабря 2019 по 27 марта 2024 года — Чрезвычайный и полномочный посол Республики Казахстан в Эстонской Республике.
С 2024 года — заместитель генерального секретаря СНГ.

## Награды
- Орден «Курмет» (декабрь 2019 года)